# メンタルケア心理士
メンタルケア心理士（メンタルケアしんりし）とは、特定非営利活動法人医療福祉情報実務能力協会が認定（認証）試験を実施し、メンタルケア学術学会と一般財団法人生涯学習開発財団がダブル認定する民間資格である。受験をするには受験資格があり、その一つとして協会指定の教育機関において通学または通信教育を学ぶことで受験資格を取得できる。
医療福祉情報実務能力協会は、資格目的を「医療・福祉・教育・産業・公共サービス等での相談援助および心理カウンセリング、心理療法によるカウンセリング業務従事職やコミュニケーション向上で求められる基礎能力を有すことを証明します。」としている。また、上位資格として「メンタルケア心理専門士」という資格を認定している。
この資格名は2006年に商標登録されている。